# تربة قمرية

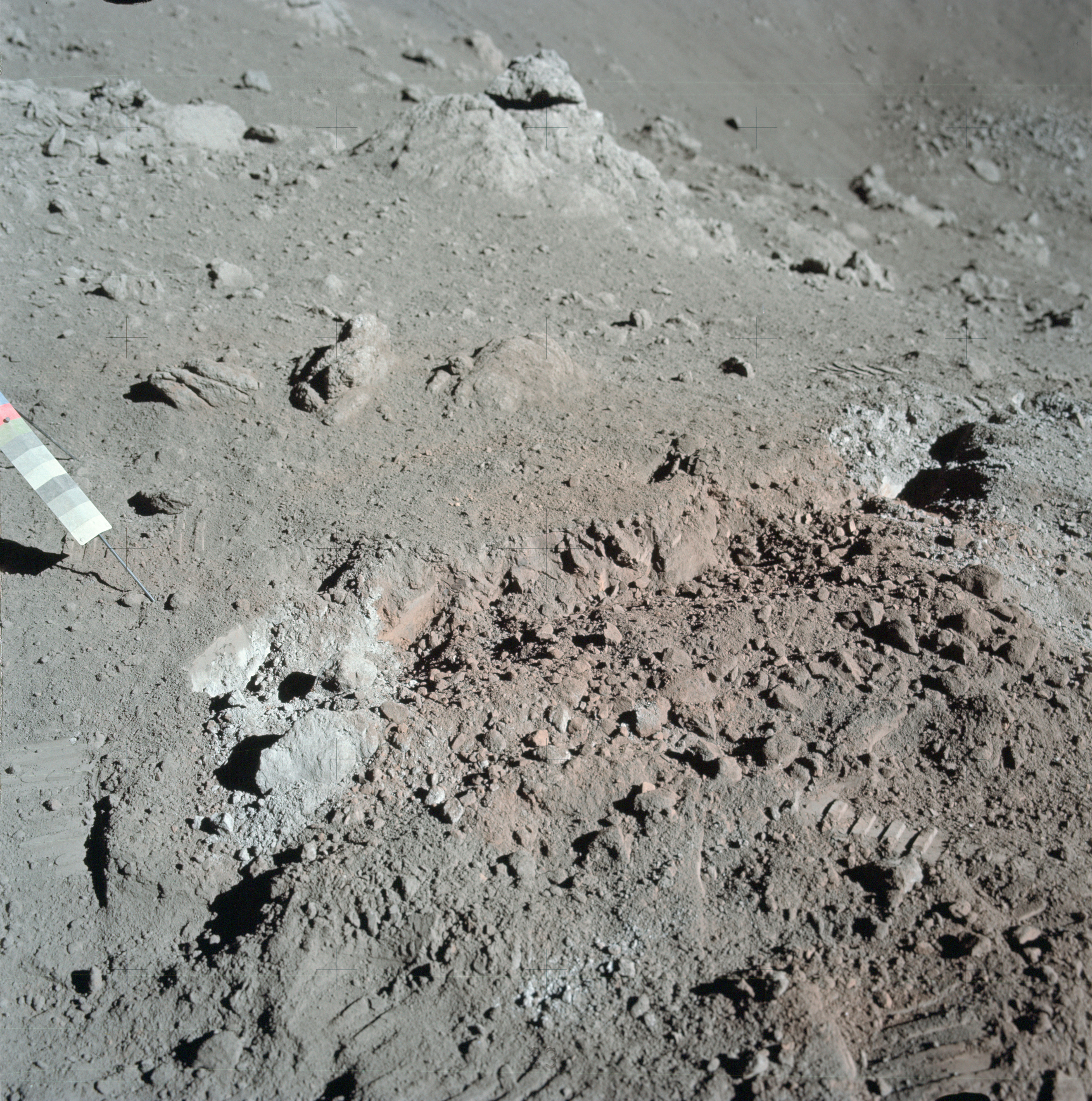
تربة برتقالية اللون تظهر على سطح القمر، صورة من رحلة أبولو 17

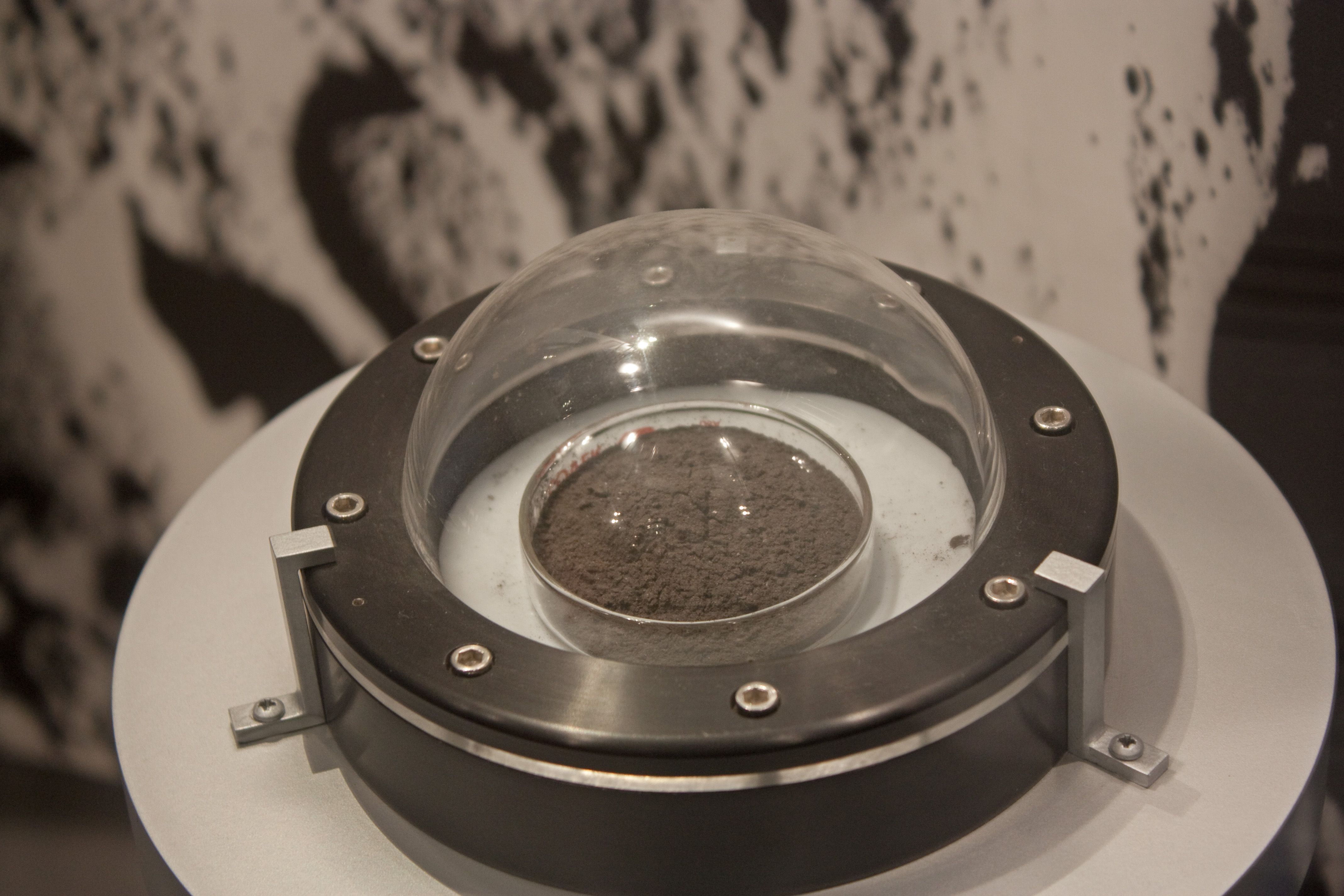
عينة من تراب القمر أخذب في رحلة أبولو 17 ، محفوظة في المتحف الوطني للتاريخ الطبيعي (واشنطن)

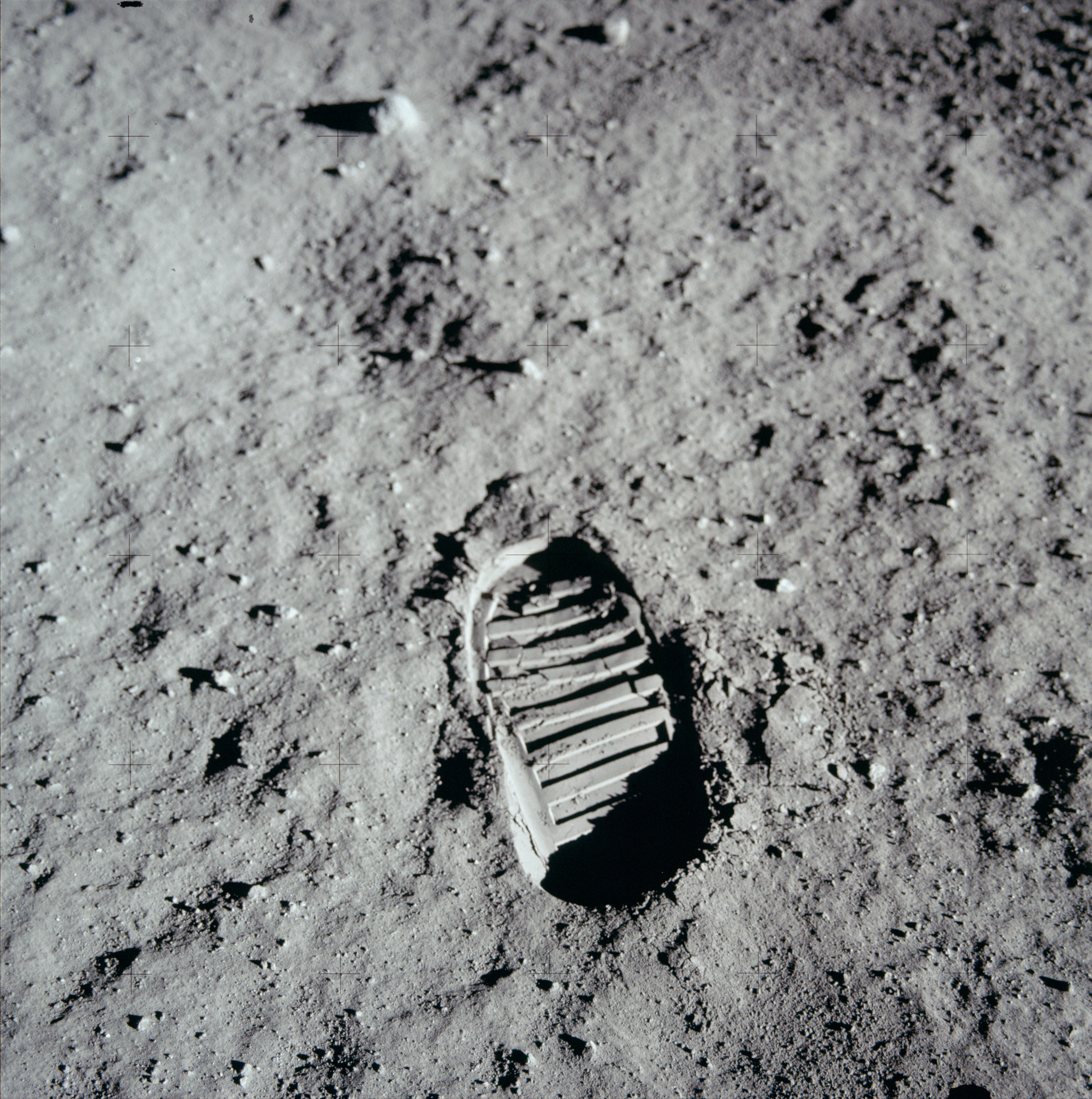
طبعة قدم أحد رواد الفضاء على التربة القمرية برحلة أبولو 11

التربة القمرية أو الثرى القمري (بالإنجليزية: Lunar soil)‏ هي التربة الناعمة على سطح قمر الأرض المكونة من صخور وأحجار محطمة ومكسرة نتيجة ارتطام النيازك والأجرام السماوية الصغيرة بها .

## التاريخ
كان عموم الفلكيين القدماء يعتقدون أن سطح القمر صقيل يرد النور كما يرد وجه المرآة لكن التليسكوبات والمركبات الفضائية كشفت عن سطح ترابيصخري عادي.

### رحلات أبولو في القرن العشرين
كشفت رحلات أبولو الفضائية القمرية في القرن العشرين التي حطّت على سطح القمر بين سنة 1969م و1972م كميات كبيرة نسبيا من تربة القمر بلغت نحو 400 كيلو جرام من صخوره وأحجاره وهي ذات لون رمادي غامق إلى رمادي بني وقد دخلت مختبرات التحليل العلمي وعرض بعضها في المعارض والمناسبات .

## عمليات مكونة ومؤثرة فيها
- الرياح الشمسية تؤثر بشكل مباشر على تكوين تربة القمر نتيجة تدفق الجزيئات المشحونة - بلازما- تكون خارجة من طبقة جو النجم العليا. وتحتوي بالغالب على الكترونات وبروتونات وبطاقة تكون 1كيلو إلكترون فولت. تلك الجسيمات قادرة على الخروج من جاذبية النجم جزئيا بسبب الحرارة الشديدة لهالة الشمس، وأيضا بسبب الطاقة الحركية العالية التي تكتسبها الجسيمات خلال طريقة لا تزال غير مفهومة إلى وقتنا الحاضر.
- التراص أو التلازن (بالإنجليزية: Agglutination) هو تكتل الجسيمات، يلعب دور في ذلك الوزن وكتلة الحبيبات على مر الزمن.
- الالتحام والتواصل، نتيجة ارتطام الجزيئات ببعضها البعض تتكسر الجزيئات إلى أجزاء أصغر مكونة الأتربة أو الغبار .

## المكونات
تتالف التربة القمرية من قطع صخرية (وكرات زجاجية دقيقة مجهرية الحجم )
ولا يعيش شئ في تربة القمر ولا تحتوي على أحافير نباتية أو حيوانية كما كشفت عن ذلك أبحاث العلماء والباحثين عن التراب القمري المتوافر بين أيديهم .